# Robotech: The Shadow Chronicles
Robotech: The Shadow Chronicles es una película producida en video cuyo lanzamiento anunciado en el 2004 por la compañía Harmony Gold y previsto para el 2005 se realizó en 2006. La historia de la película se corresponde con los comics originales Robotech: Prelude to the Shadow Chronicles editados por DC Comics.
La producción tiene una duración de ochenta y ocho minutos "Wide Screen" y en alta definición. Luego de  la búsqueda de un distribuidor (en algún momento se pensó que sería New Line Cinema), finalmente fue desarrollada por Funimation,  empresa dedicada a distribuir animes en América del Norte. También ha sido distribuido en España y en Hispanoamérica.

El 8 de marzo del 2006 hubo una exhibición privada a las cuales asistieron los actores y el personal de Harmony Gold.

## Historia
La trama parte desde el final del episodio 85, donde nos encontramos en la batalla final contra los Invids y las misteriosas circunstancias en que estos se retiran de la tierra, junto a la también misteriosa desaparición del SDF-3 y el Almirante Rick Hunter.
La película empieza presentándonos dos jóvenes pilotos del escuadrón Wolf realizando reconocimiento con sus Alpha Fighters, en medio de los desechos espaciales de las miles de naves terrestres destruidas por los Invids en las sucesivas misiones fallidas para recobrar la tierra. 
Dichos pilotos son Marcus Rush (hermano menor de Marlene Rush, novia de Scott Bernard que falleció durante el ataque de la división marte a Punto Reflex) y Alex Romero (su mejor amigo), ambos se esconden de una patrulla Invid que deambulaba por el área en el casco de una nave y luego corren una carrera hacia la Base Lunar Aluce.
Ya en la base Marcus paga a Alex una gaseosa (porque perdió la carrera) y platican sobre las mujeres, mientras que Maia Sterling (hija de Max Sterling y Miriya Parino, y hermana menor de Dana Sterling) trabaja en su Alpha Fighter.
Mientras tanto, en la sala de conferencias y luego de dar la estrategia de ataque, el General Reinhardt recibe una llamada del almirante Hunter. Este último le comunica que están llevando a cabo las pruebas de los misiles Neutrón S en el sector Omicrom cuando de repente se escucha una explosión del otro lado y el mensaje se corta, Reinhardt, decide entonces enviar a Vince Grant en una misión de rescate a bordo del Icarus.
Luego sigue una secuencia en la que los jóvenes pilotos se encuentran en el ascensor que los lleva al hangar de los Alpha Fighters, y Marcus intenta hablar con Maia y le dice que su calavera (la que indica que es miembro del escuadrón Skull) es bonita, consiguiendo la risa de todos los presentes, a lo que ella responde que si es buen piloto conseguirá una, le guiña un ojo y sale.
En la órbita terrestre, miles de naves de la REF se preparan para el ataque a Punto Reflex. Numerosos transportes Invid salen a su encuentro a lo que la flota responde con una descarga masiva de Cañones Synchro. Marcus, en su Alpha Fighter logra darle a 6 Invids con sus misiles mientras a sus espaldas se abre un transporte soltando docenas de ellos, afortunadamente, son interceptados por Maia y su combo Alpha Fighter - Beta Fighter aniquilándolos.
En el SDF-4 el General Reinhardt está molesto porque no han logrado acabar con Punto Reflex y no hay comunicación con las tropas de tierra, por lo que realiza un llamado a cualquier integrante de las tropas de asalto que permanezca con vida. Dicho llamado es contestado por Scott Bernard que informa que los Invids rechazaron el primer ataque por lo que Reinhardt decide enviara un escuadrón de guerreros shadow para aniquilarlos a todos.
Scott divisa un rayo de luz dirigiéndose a la colmena y va tras él. El rayo no es otra que Ariel (princesa de los Invid) quien le dice a Scott que va a tratar de convencer a la Regis (la reina Invid) de hacer la paz con los humanos, se convierte nuevamente en luz y entra a la colmena por el domo. Ya en el interior, Ariel platica con la Regis quien descubre que los humanos tiene tecnología de los Hijos de las Sombras, antiguos enemigos de los Invid) que destruyeron su planeta natal y decide dejar el planeta y llevarse toda la Protocultura.
El Icarus emerge de la transposición en el sector Omicrom y es atrapado por el campo gravitacional de un agujero negro, del cual logran escapar gracias a que el doctor Louis Nichols (exmiembro del decimoquinto escuadrón bajo el mando de Dana Sterling) crea una campo shadow alrededor de la nave. Una vez fuera, reciben una transmisión del Almirante Hunter, quien les comunica que el SDF-3y la nave científica Deukalion están inoperativos debido a una falla crítica en los misiles Neutrón S que ocasionó la creación del agujero negro. También les advierte que estos no deben bajo ningún motivo ser disparados contra la tierra. En ese momento son atacados por naves desconocidas que bloquean las comunicaciones. 
En la órbita terrestre la batalla continua, y el comandante Taylor (líder del escuadrón Wolf) es alcanzado por la pinza de un Invid y muere al instante. La flota terrestre se ve sobrepasada por los Invids que destruyen una a una las naves de la REF. En el puente del SDF-4 el General Reinhardt observa que el ataque ha fracasado y decide disparar los misiles Neutrón S contra Punto Reflex.
Dentro de Punto Reflex, la Regis reconoce los misiles Neutrón S y se da cuenta del terrible error que han cometido los humanos. Ariel decide quedarse en la tierra a pesar de las advertencias de su madre, esta se transforma en un pájaro de luz y abandona la tierra llevándose a todos los Invid con ella y destruyendo los misiles Neutrón S como regalo de despedida a su hija.
Mientras tanto, en el sector Omicrom, el Icarus consigue acoplarse con el Deukalion e intenta acercarse al SDF-3 para encerrarlo consigo en la burbuja de transposición y llevarlo a la tierra. Pero en el último segundo el SDF-3 es golpeado por una de las naves enemigas, sacándolo de órbita y se precipita hacia el agujero negro. El Icarus se transposiciona exitosamente pero es seguido por cazas enemigos.
En la tierra, Scott se despide de Ariel y se dirige a la Base Lunar Aluce. Allí, el General Reinhardt le informa a los soldados que sin la matriz a bordo del SDF-3 les queda menos de un año de Protocultura. Luego de la conferencia, Marcus y Alex son alcanzados por Maia Sterling quien les comunica que debido a la gran cantidad de bajas, el General Reinhardt decidió juntar los escuadrones Wolf y Skull por lo que ellos dos estarán de ahora en adelante bajo su mando.
En el espacio terrestre, el Icarus es atacado por los cazas que lo siguieron desde Omicrom y Vince Grant es herido de una pierna, pero son salvados por Scott en su combo Alpha Fighter - Beta Fighter. Ya en la base, Vince Grant es atendido por su esposa, Jean Grant y le agradece a Scott; quien se reencuentra con Marcus y conoce a Alex, el dúo lleva a Scott a asearse y cambiarse de uniforme y luego los tres van al club de oficiales. Louis le pide asistencia a Reinhardt para investigar el Deukalion y este le asigna a Maia Sterling. Dentro de la nave encuentran a Janice dañada y Louis la repara.
En la tierra, en el lago que queda de lo que alguna vez fue Punto Reflex, Ariel tiene una visión de los Hijos de las Sombras atacando una estación espacial, y decide advertirle a Scott por lo que se transforma en un haz de luz y parte a la Base Lunar Aluce. 
Mientras tanto, en el laboratorio de Louis, este tiene una charla con Janice en la que descubre que la tecnología shadow fue proporcionada por una raza alienígena conocida como Haydonitas. Estos son una raza cibernética altamente avanzada que sellaron una alianza con el Almirante Hunter durante la Expedición Robotech. Gracias a ellos se lograron muchos avances, pero pidieron mantenerse en el anonimato por considerarse una raza pacífica que prefería no involucrase con otras razas, aunque decidieron ayudar a los humanos en la lucha contra el Invid porque habían sufrido a mano de ellos. También Janice le dice a Louis que ella fue construida con tecnología humana y Haydonita y que estos le dieron información para que los robotecnologos la descifraran.
En el club de oficiales Marcus, Alex y Scott toman unos tragos, y este último les habla de sus aventuras al frente de un grupo de resistencia en la tierra. Luego se les unen Maia y Louis, y después de las presentaciones, Marcus le muestra a Scott un corazón holográfico, que le habían dado él y Marlene, donde hizo una marca por cada Invid que mataba como una forma de tributo. En eso, aparece Ariel quien no puede evitar notar el odio de Marcus hacia los Invid, Scott la presenta como una amiga suya que luchó junto a él en el grupo de resistencia y luego ambos se van. Janice empieza a cantar y tanto Marcus, como Alex y Louis quedan atontados con ella, Maia le dice a Marcus que no es de su tipo y este se marcha a buscar otra bebida. 
En una habitación, Ariel le dice a Scott que van a ser atacados por los Hijos de las Sombras y le muestra una visión de su mundo destruido por estos, también le dice que la Regis huyó porque reconoció su tecnología a en las naves humanas. Scott se entera entonces, que los Hijos de las Sombras atacarán a todos los que usen la Protocultura porque le temen a su magnífico poder.
En la enfermería, Vince Grant se siente culpable por no haber podido ayudar a Rick y su esposa, Jean Grant trata de animarlo. En eso entra el General Reinhardt, Jean se va y Reinhardt pone a Vince al tanto de la situación y le comunica que asignó el Escuadrón de Maia Sterling al Icarus para que lo ayude en la búsqueda del SDF-3 tan pronto se recupere.

## Reparto
Inglés - Personaje - Español
- Richard Epcar - Vince Grant - Aldo Lugo
- Eddie Frierson - Louis Nichols - Ricardo Tejedo
- Mark Hamill - Commander Taylor - Saúl Alvar
- Alexandra Kenworthy - The Regess - Nallely Solís
- Yuri Lowenthal - Marcus - Edson Matus
- Melanie MacQueen - Marlene - Liliana Barba
- Chase Masterson - Janice - Mónica Manjarrez
- Edie Mirman - Maia - Diana Pérez
- Iona Morris - Jean Grant - Erica Rendón
- Tony Oliver - Admiral Rick Hunter - Jesús Barrero
- Arthur Santiago - Alex Romero - Arturo Mercado Jr.
- Greg Snegoff - Scott Bernard - Nicolas Frías
- Michael Sorich - Sparks - Víctor Ugarte
- Kari Wahlgren - Ariel - Patricia Acevedo Limón[3]
- Dan Woren - General Reinhardt - Moisés Palacios

## Enlaces
- Robotech.com Sitio oficial de la serie mantenido por Harmony Gold y posee una sección en español en su foro de discusión (en inglés)

- Robotech Reference Guide- Guía no oficial del universo Robotech; contiene extensas descripciones de los vehículos de la serie y de otros aspectos del universo (en inglés)

- Sitio para fanáticos de Robotech - con información muy completa.

- The Robotech Companion

- Robotech en español

- Robotech Español - Las noticias más recientes de Robotech

- Robotech.tk Archivado el 1 de abril de 2006 en Wayback Machine.

- Robotech Masters - podrán encontrar información de la serie en general, fotos, música, videos, capítulos, películas, juegos y mucho más.

- Robotech CineATP.com

- Robotech Paraguay- Comunidad Paraguaya de Robotech.